# NGC 5997
NGC 5997 este o galaxie eliptică situată în constelația Șarpele. A fost descoperită în 25 martie 1865 de către Albert Marth.